# Леонов-Гладишев Євген Борисович
Євген Борисович Леонов-Гладишев (нар. 24 січня 1952, Вільнюс, Литовська Радянська Соціалістична Республіка, СРСР) — радянський і російський актор театру і кіно, кінорежисер. Заслужений артист Російської Федерації (1993). Народний артист Російської Федерації (2007), лауреат премії Ленінського комсомолу.

## Біографія
Євген Борисович Леонов народився 24 січня 1952 року в Вільнюсі.
У 1969 році, обравши акторську кар'єру, вступив до ЛДІТМіК.
У 1972 році, ще будучи студентом, дебютував у кіно, вперше з'явившись на екрані в дитячій пригодницькій драмі режисера Радомира Василевського «Увімкніть північне сяйво».
У 1973 році закінчив акторський факультет Ленінградського державного інституту театру, музики і кінематографії (ЛДІТМіК) (майстерня Василя Васильовича Меркур'єва та Ірини Всеволодівни Мейєрхольд), після чого був прийнятий актором на кіностудію «Ленфільм».
Спочатку знімався під прізвищем Леонов, але з картини «Дорослий син» (1979) додав дошлюбне прізвище матері, ставши Леоновим-Гладишевим, аби в титрах не було збігів з його тезкою — знаменитим актором Євгеном Леоновим.
У картину «Место встречи изменить нельзя» (1979) Євгена Леонова-Гладишева запросили, коли він знімався на «Одеській кіностудії». Спочатку йому запропонували пробу на одну з головних ролей — Володі Шарапова. Але худрада його кандидатуру не затвердила, і роль дісталася Володимиру Конкіну. Замість цього режисер Станіслав Говорухін запропонував Євгену маленьку роль оперативника Васі Векшина.
З початку 1980-х років актор займається дублюванням іноземних фільмів.
У 1992 році Євген вперше спробував себе в режисурі, поставивши в співавторстві з Віктором Трахтенбергом соціальну драму «Вища міра» за повістю Євгена Козловського «Бокс».
З 1999 року є президентом Гільдії кіноакторів міста Санкт-Петербурга.
У 2010 році в складі делегації російських акторів, до складу якої також входили Сергій Кошонін та Георгій Штиль, зустрічався з конструктором стрілецької зброї Михайлом Калашниковим в місті Іжевську. В результаті був знятий фільм про легендарного конструктора «Честь маю».
У листопаді 2015 року нагороджений орденом «За зміцнення духовної спадщини людства», SHA IRC Ізраїль. Нагорода була вручена в Санкт-Петербурзі в театрі естради імені А. Райкіна.
16 серпня 2018 року актор був госпіталізований через черепно-мозкову травму, отриману в результаті падіння на вулиці.

## Особисте життя
У 1972 році одружився з однокурсницею Людмилою Фірсовою (1948—2003), з якою прожив разом 23 роки. Син Артем Євгенович Леонов-Гладишев (нар.. 1979), закінчив Інститут культури, займається туристичним бізнесом. Онука — Олександра Артемівна Леонова (нар.. 2018).
Із другою дружиною — Тетяною — прожив 18 років.
Третя дружина — Олена Скрипкіна, кандидат історичних наук.

## Творчість

### Ролі в театрі
- «Діти сонця» в Театрі на Василівському
- «Безприданниця» в Театрі на Василівському
- «Ідіот» в Театрі на Василівському
- «Інтим не пропонувати» в Театрі естради

### Фільмографія
1. 1966 — Республіка ШКІД — безпризорник
2. 1972 — Увімкніть північне сяйво — Сергій Коновалов
3. 1973 — Докер — Гриша Петушков «Докер»
4. 1973 — Повернутий рік — Валентин Молодцов
5. 1973 — У те далеке літо — епізод (в титрах Є. Леонов)
6. 1973 — Народжена революцією («Комісар міліції розповідає») — Смирнов, лейтенант
7. 1975 — Фронт без флангів — Семен Бондаренко, (в титрах - Євген Леонов)
8. 1975 — Пам'ять — приятель Олега Болдіна, (немає в титрах)
9. 1975 — Одинадцять надій — Костянтин Косичкін, футболіст, захисник (в титрах — Є. Леонов)
10. 1975 — Я — Водолаз-2 — Сергій Нікитенко
11. 1976 — Хвилі Чорного моря — Петя Бачей (в юності)
12. 1977 — Вороги — епізод
13. 1977 — Медовий тиждень у жовтні — Гліб, чоловік Наталії
14. 1977 — Фронт за лінією фронту — Семен Бондаренко
15. 1977 — Ненависть — Мітя Буліга
16. 1978 — Артем — Микола Руднєв
17. 1978 — Сибіріада — Олексій Устюжанин (в 1940-ві роки)
18. 1978 — Маршал революції — Абдухай
19. 1978 — Траса — водій Миша
20. 1979 — Забудьте слово «смерть» —  Дмитро Поліщук
21. 1979 — Дорослий син —  Андрій Шульгін
22. 1979 — Санта Есперанса — Мігель Анхель
23. 1979 — Місце зустрічі змінити не можна — Василь Векшин, оперативник з Ярославля, убитий заточкою на лавці біля трамвайної зупинки (в титрах — Євген Леонов)
24. 1980 — Корпус генерала Шубникова — Микола Мальцев, старший лейтенант
25. 1980 — Червоні погони —  Олександр Іванович Санчілов, лейтенант
26. 1981 — Фронт в тилу ворога — Семен Бондаренко
27. 1982 — Падіння Кондора — Мануель, охоронець військового диктатора
28. 1982 — Сеанс одночасної гри —  Фома Багров, таксист
29. 1983 — Молоді люди —  Василь Самохін
30. 1983 — Люди і дельфіни —  Полєсов Віктор, новий співробітник лабораторії, студент-заочник за фахом інженер-електронник
31. 1983 — Інспектор Лосєв — Андрій, одеський оперативник
32. 1983 — На перевалі не стріляти! — Гладишев / Умаров
33. 1984 — Вогні —  Ананьєв Микола Анастасійович, інженер-шляховик
34. 1984 — Горобинові ночі —  Саньок
35. 1984 — Челюскінці — Борис Могилевич, завгосп наукової експедиції
36. 1984 — Перша кінна — Іван Тюленєв
37. 1985 — Салон краси — Вадим Олексійович Плотніков, ведучий майстер столичної парикмахерської № 84
38. 1985 — Секунда на подвиг — Сергій (немає в титрах)
39. 1986 — Особистий інтерес —  Юра, чоловік Олени
40. 1986 — Нагородити (посмертно) — Андрій Калашников, товариш дитинства Юрія Сосніна
41. 1986 — Державний кордон. Фільм № 5: Рік Сорок перший — Віктор Бєлов, молодший політрук прикордонних військ
42. 1987 — І завтра жити —  Григорій
43. 1987 — Причали —  Гриша Зароков
44. 1989 — Інтердівчинка — епізод (немає в титрах)
45. 1990 — Червоне вино перемоги — Саша
46. 1990 — Фуфель — художник Віктор Лаіин
47. 1991 — Брюнетка за 30 копійок — референт
48. 1991 — Моя сусідка —  Алік
49. 1991 — Сім'янин —  Степан, далекобійник, напарник Василя Коливанова
50. 1992 — 22 червня, рівно о 4 годині… — товариш Брагіна, полковник кавалерії
51. 1992 — Алмази шаха («Фатальні діаманти») —  Михайло
52. 1992 — Вища міра
53. 1992 — Ключ —  слідчий Василь Федорович
54. 1993 — Не хочу одружитися! — Олександр (Шурик) Ілліч Цветов, пластичний хірург і головний лікар клініки пластичної хірургії «Пігмаліон»
55. 1994 — Народжені згори —  Іван Бондар
56. 1994 — Трень-брень —  таксист
57. 2000 — 2005 — Убивча сила — Анатолій Павлович Шишкін, майор, начальник відділу по розкриттю вбивств (далі — підполковник, начальник РУВС)
58. 2002 — Моя межа —  єгер Поліщук
59. 2003 — Гра без правил —  Ян
60. 2004 — Втратили сонце —  начальник служби безпеки, (озвучив Володимир Маслаков)
61. 2005 — «Привіт» з циклу «Поет і час» —  давній знайомий поетеси
62. 2005 — Загибель імперії —  Шиленко, есер
63. 2005 — Лабіринти розуму —  майор Романов
64. 2005 — Майстер і Маргарита — начальник філії видовищної комісії на Ваганьковському провулку
65. 2005 — Сім'я —  Андрєєв
66. 2006 — Бандитський Петербург-8 —  Сергій Миколайович Чванов, головний бухгалтер
67. 2006 — Отаман —  Юрій Воронін, колишній професійний військовий, десантник, що пройшов Афганістан та інші «гарячі точки»
68. 2006 — Великі дівчатка —  дантист, (18-та серія)
69. 2006 — Клініка —  Василь Петров, кримінальний авторитет на прізвисько «Боцман»
70. 2006 — Термінал —  Сергій Миколайович Чванов, головний бухгалтер компанії «Балтік-Ойл»
71. 2006 — Хустки —  Красильников
72. 2006 — Просто пощастило
73. 2007 — Біла стріла —  Віктор Фоменко
74. 2007 — Виклик-3 —  Володимир Миколайович Журавльов, «Нумизмат», кримінальний авторитет
75. 2007 — Група «Zeta» —  Курагін
76. 2007 — Морські дияволи-2 —  адмірал Бекетов, аташе
77. 2008 — Батюшка —  Федір Удалов, дільничний
78. 2008 — Руда —  Артем Васильович Тарасов, батько Саші
79. 2008 — Августійший посол
80. 2009 — Аннушка —  батько Юри
81. 2009 — Десантура —  полковник Ситін
82. 2009 — Любов під грифом «Цілком таємно» — 2 -  прокурор Олександр Федорович Колбишев
83. 2009 — Легенда про Ольгу —  Рабін, співробітник НКВД, генерал-майор
84. 2009 — Коли розтанув сніг —  Аркадій Самойлович Китаєв, викладач в університеті
85. 2009 — Вердикт —  Віктор Вікторович, суддя
86. 2009 — Жити спочатку —  Борис Львович, директор школи
87. 2009 — Фатальний подібність —  Анатолій Семенович Грибанов, бізнесмен
88. 2009 — Шпильки-2 —  генерал Носов
89. 2010 — Слово жінці —  Андрій Ананьєв
90. 2010 — Родинний дім —  Сан Санич Світличний, лікар
91. 2011 — А щастя десь поряд —  Кім Забєлін, друг юності Флори
92. 2011 — Захист свідків —  Синюгін, підполковник міліції
93. 2011 — Маяковський. Два дня —  голова РАПП
94. 2012 — Вулиці розбитих ліхтарів —  Губа, (23-тя серія)
95. 2013 — Топтуни —  Михайло Андрійович Кіндрась, полковник
96. 2013 — Гість —  Костянтин Іванович Яковенко, справжній батько Віри
97. 2013 — Легенда для спершись —  Борис Борисович Платонов, тренер автогонщиків
98. 2013 — Дочекатися любові —  Іван Андрійович Макаров, батько Лесі
99. 2013 — Особливості національної маршрутки —  Борис Борисович Платонов, тренер автогонщиків
100. 2013 — ППС-2 —  Арсеній (23-тя серія)
101. 2014 — Дізнавач 2 —  Єгор Петрович Хоменко, (9-та серія)
102. 2015 — Ленінград 46 —  Гнат Павлович Мордвинов, брат Антоніни Кулакової
103. 2015 — Експірієнс —  Федір Іванович Щукін, науковий керівник Бориса
104. 2017 — Крила Імперії

### Режисер кіно
1. 1992 — Вища міра
2. 2000 — Будинок надії
3. 2012 — Вулиці розбитих ліхтарів. Менти-12 (серії: № 2 «Дурник», № 4 «Привид», № 7 «Шокова терапія», № 16 «Загиблий свідок»)